# Antonio Provolo
Antonio Provolo fue un sacerdote católico italiano fundador de la Compañía de María para la Educación de los Sordomudos y de las Hermanas de la Compañía de María. Hijo de Stéfano Provolo y de Antonia Allegri.

## Biografía
Estudió bajo la tutela de los carmelitas descalzos y los continuó en el gimnasio comunal de San Sebastián; se preparó para el sacerdocio en el seminario episcopal de Verona y fue ordenado sacerdote el 18 de diciembre de 1824.
Fue asignado a la parroquia de San Lorenzo y se dedicó principalmente al apostolado de la juventud, a la predicación de las misiones al pueblo y a los retiros de seminaristas y del clero de diversas diócesis.
En 1830 decide dedicarse especialmente a la educación de los sordomudos. Se interesó sobre todo por la inserción de los jóvenes sordomudos en la vida social; sustituyó el método mímico tradicional por el de la palabra articulada. En su obra se interesaron numerosas personas de importancia: Tuvo un ensayo de su método ante el emperador Fernando I de Austria y María Ana de Saboya.
Por invitación del obispo de Verona y de la emperatriz, en 1841 abrió una escuela femenina para sordomudas ayudándose en la dirección con un grupo de colaboradores.
Para perpetuar la actividad de su obra, pensó reunir una congregación (El 23 de septiembre de 1839, Antonio Provolo envía una solicitud al Papa Gregorio XVI para la aprobación de la fundación de la "Compañía de María para la Educación de los Sordomudos"), pero su muerte prematura le impediría ver el nacimiento del instituto: moría, de hidropesía el 4 de noviembre de 1842.
Sus restos, en 1930, fueron trasladados bajo la iglesia de Santa Maria del Pianto de Verona. Concluida la investigación diocesana super miraculo el 23 de enero de 2008, estaba considerado Siervo de Dios por la Iglesia católica. El 27 de febrero de 2017, el Papa Francisco, reconoció las virtudes heroicas de Antonio Provolo por lo que desde ese momento es reconocido como Venerable.